# Isla Oreja
La isla Oreja (en inglés: Ear Island) es una de las islas Malvinas. Se encuentra dentro de la bahía de la Maravilla, al norte de la isla Soledad, próximo a los asentamientos de Salvador y Rincón Grande.